# Мухаммад VI Хазнаджи
Мухаммад VI Хазнаджи (*араб. الحاج علي داي; д/н —19 березня 1815) — 24-й дей Алжиру в 1815 році. Панував за різними відомостями 16 або 17 днів.

## Життєпис
Був якимось родичем Хаджи Алі, який після захоплення влади 1809 року призначив Мухаммада на посаду хазнаджи (міністра фінансів і першого візира).
В березні 1815 року після повалення Хаджи Алі за підтримки населення Алжиру обирається новим деєм. Втім невдовзі вступив у конфлікт з яничарами, які його вбили у квітні того ж року. Новим деєм став представник яничарів Омар-ага.